# مايك فينك
مايك فينك (بالإنجليزية: Mike Fink)‏ هو مستكشف أمريكي، ولد في 1770 في Fort Pitt (Pennsylvania) ‏ في الولايات المتحدة، وتوفي في 1823 في جبال روكي في كندا.

## وصلات خارجية
- مايك فينك على موقع الموسوعة البريطانية (الإنجليزية)